# FC 바슬루이
FC 바슬루이(루마니아어: Sporting Club Vaslui)는 바슬루이를 연고로 하는 루마니아의 축구 클럽으로, 2002년 7월 20일에 설립되었다.

## 성적
- 리가 II 우승 1회 (2005)
- UEFA 인터토토컵 우승 1회 (2008)

## 역대 감독
| 감독                  | 임기        |
| --------------------- | ----------- |
| 도리넬 문테아누       | 2007 ~ 2008 |
| 후안 라몬 로페스 카로 | 2010        |